# Liste der Gemeinden im Département Loire-Atlantique

Lage des Départements Loire-Atlantique

Das Département Loire-Atlantique liegt in der Region Pays de la Loire in Frankreich. Es untergliedert sich in drei Arrondissements und 207 Gemeinden (frz. communes) (Stand 1. Januar 2019).
| Code INSEE | PLZ                     | Gemeinde                     | Einwohner (Stand 1. Januar 2022) | Fläche in km² | Einwohner je km² | Kanton seit 30. März 2015 Kanton bis zum 29. März 2015 | Arrondissement seit 2017 Arrondissement bis 2016 | Gemeindeverband                           |
| ---------- | ----------------------- | ---------------------------- | -------------------------------- | ------------- | ---------------- | --- | ------------------------------------------------ | ----------------------------------------- |
| 44001      | 44170                   | Abbaretz                     | 2052                             | 61,76         | 33               | Guémené-Penfao Nozay | Châteaubriant-Ancenis Châteaubriant              | Nozay                                     |
| 44002      | 44140                   | Aigrefeuille-sur-Maine       | 4121                             | 14,58         | 283              | Clisson Aigrefeuille-sur-Maine | Nantes                                           | Clisson Sèvre et Maine Agglo              |
| 44003      | 44150                   | Ancenis-Saint-Géréon         | 11.346                           | 27,58         | 411              | Ancenis-Saint-Géréon | Châteaubriant-Ancenis                            | Pays d’Ancenis                            |
| 44006      | 44410                   | Assérac                      | 1881                             | 32,91         | 57               | Guérande Herbignac | Saint-Nazaire                                    | Presqu’île de Guérande Atlantique         |
| 44007      | 44460                   | Avessac                      | 2451                             | 76,49         | 32               | Pontchâteau Saint-Nicolas-de-Redon | Châteaubriant-Ancenis Châteaubriant              | Redon Agglomération                       |
| 44009      | 44115                   | Basse-Goulaine               | 9617                             | 13,74         | 700              | Saint-Sébastien-sur-Loire Vertou-Vignoble | Nantes                                           | Nantes Métropole                          |
| 44010      | 44740                   | Batz-sur-Mer                 | 2799                             | 9,27          | 302              | La Baule-Escoublac Le Croisic | Saint-Nazaire                                    | Presqu’île de Guérande Atlantique         |
| 44013      | 44160                   | Besné                        | 3317                             | 17,54         | 189              | Saint-Nazaire-2 Pontchâteau | Saint-Nazaire                                    | Région Nazairienne et l’Estuaire          |
| 44015      | 44130                   | Blain                        | 10.352                           | 101,72        | 102              | Blain | Châteaubriant-Ancenis Châteaubriant              | Pays de Blain communauté                  |
| 44018      | 44830                   | Bouaye                       | 8281                             | 13,83         | 599              | Rezé-1 Bouaye | Nantes                                           | Nantes Métropole                          |
| 44019      | 44260                   | Bouée                        | 1100                             | 21,29         | 52               | Blain Savenay | Saint-Nazaire                                    | Estuaire et Sillon                        |
| 44020      | 44340                   | Bouguenais                   | 20.590                           | 31,5          | 654              | Rezé-1 Rezé | Nantes                                           | Nantes Métropole                          |
| 44022      | 44190                   | Boussay                      | 2814                             | 26,45         | 106              | Clisson | Nantes                                           | Clisson Sèvre et Maine Agglo              |
| 44023      | 44130                   | Bouvron                      | 3067                             | 47,63         | 64               | Blain | Châteaubriant-Ancenis Châteaubriant              | Pays de Blain communauté                  |
| 44024      | 44830                   | Brains                       | 2760                             | 15,31         | 180              | Rezé-1 Bouaye | Nantes                                           | Nantes Métropole                          |
| 44025      | 44750                   | Campbon                      | 4031                             | 49,82         | 81               | Blain Savenay | Saint-Nazaire                                    | Estuaire et Sillon                        |
| 44026      | 44470                   | Carquefou                    | 20.535                           | 43,42         | 473              | Carquefou | Nantes                                           | Nantes Métropole                          |
| 44027      | 44390                   | Casson                       | 2600                             | 16,15         | 161              | Nort-sur-Erdre | Châteaubriant-Ancenis Châteaubriant              | Erdre et Gesvres                          |
| 44036      | 44110                   | Châteaubriant                | 12.231                           | 33,62         | 364              | Châteaubriant | Châteaubriant-Ancenis Châteaubriant              | Châteaubriant-Derval                      |
| 44037      | 44690                   | Château-Thébaud              | 3138                             | 17,64         | 178              | Vertou Vertou-Vignoble | Nantes                                           | Clisson Sèvre et Maine Agglo              |
| 44005      | 44680                   | Chaumes-en-Retz              | 7288                             | 76,55         | 95               | Machecoul-Saint-Même Pornic | Saint-Nazaire                                    | Pornic Agglo Pays de Retz                 |
| 44038      | 44320                   | Chauvé                       | 3035                             | 40,98         | 74               | Pornic Saint-Père-en-Retz | Saint-Nazaire                                    | Pornic Agglo Pays de Retz                 |
| 44039      | 44640                   | Cheix-en-Retz                | 1172                             | 8,34          | 141              | Machecoul-Saint-Même Le Pellerin | Nantes                                           | Pornic Agglo Pays de Retz                 |
| 44043      | 44190                   | Clisson                      | 7459                             | 11,3          | 660              | Clisson | Nantes                                           | Clisson Sèvre et Maine Agglo              |
| 44044      | 44290                   | Conquereuil                  | 1072                             | 32,87         | 33               | Guémené-Penfao | Châteaubriant-Ancenis Châteaubriant              | Redon Agglomération                       |
| 44156      | 44650                   | Corcoué-sur-Logne            | 3209                             | 50,39         | 64               | Saint-Philbert-de-Grand-Lieu Legé | Nantes                                           | Sud Retz Atlantique                       |
| 44045      | 44360                   | Cordemais                    | 3954                             | 37,2          | 106              | Blain Saint-Étienne-de-Montluc | Nantes                                           | Estuaire et Sillon                        |
| 44046      | 44560                   | Corsept                      | 2615                             | 23,62         | 111              | Saint-Brevin-les-Pins Paimbœuf | Saint-Nazaire                                    | Sud Estuaire                              |
| 44047      | 44220                   | Couëron                      | 23.541                           | 44,03         | 535              | Saint-Herblain-1 Saint-Étienne-de-Montluc | Nantes                                           | Nantes Métropole                          |
| 44048      | 44521                   | Couffé                       | 2534                             | 39,97         | 63               | Ancenis-Saint-Géréon Ligné | Châteaubriant-Ancenis Ancenis                    | Pays d’Ancenis                            |
| 44050      | 44160                   | Crossac                      | 2985                             | 25,85         | 115              | Pontchâteau | Saint-Nazaire                                    | Pays de Pontchâteau Saint-Gildas-des-Bois |
| 44051      | 44590                   | Derval                       | 3578                             | 63,51         | 56               | Guémené-Penfao Derval | Châteaubriant-Ancenis Châteaubriant              | Châteaubriant-Derval                      |
| 44029      | 44450                   | Divatte-sur-Loire            | 7158                             | 33,9          | 211              | Vallet Le Loroux-Bottereau | Nantes                                           | Sèvre et Loire                            |
| 44052      | 44480                   | Donges                       | 8117                             | 48,5          | 167              | Saint-Nazaire-2 Montoir-de-Bretagne | Saint-Nazaire                                    | Région Nazairienne et l’Estuaire          |
| 44053      | 44530                   | Drefféac                     | 2288                             | 14,16         | 162              | Pontchâteau Saint-Gildas-des-Bois | Saint-Nazaire                                    | Pays de Pontchâteau Saint-Gildas-des-Bois |
| 44054      | 44110                   | Erbray                       | 3062                             | 58,18         | 53               | Châteaubriant Saint-Julien-de-Vouvantes | Châteaubriant-Ancenis Châteaubriant              | Châteaubriant-Derval                      |
| 44056      | 44130                   | Fay-de-Bretagne              | 3852                             | 64,81         | 59               | La Chapelle-sur-Erdre Blain | Châteaubriant-Ancenis Châteaubriant              | Erdre et Gesvres                          |
| 44057      | 44460                   | Fégréac                      | 2257                             | 44,18         | 51               | Pontchâteau Saint-Nicolas-de-Redon | Châteaubriant-Ancenis Châteaubriant              | Redon Agglomération                       |
| 44058      | 44660                   | Fercé                        | 502                              | 22,04         | 23               | Châteaubriant Rougé | Châteaubriant-Ancenis Châteaubriant              | Châteaubriant-Derval                      |
| 44061      | 44320                   | Frossay                      | 3289                             | 57,22         | 57               | Saint-Brevin-les-Pins Saint-Père-en-Retz | Saint-Nazaire                                    | Sud Estuaire                              |
| 44223      | 44140                   | Geneston                     | 3691                             | 8,04          | 459              | Saint-Philbert-de-Grand-Lieu Aigrefeuille-sur-Maine | Nantes                                           | Grand Lieu Communauté                     |
| 44063      | 44190                   | Gétigné                      | 3794                             | 23,97         | 158              | Clisson | Nantes                                           | Clisson Sèvre et Maine Agglo              |
| 44064      | 44190                   | Gorges                       | 5090                             | 15,77         | 323              | Clisson | Nantes                                           | Clisson Sèvre et Maine Agglo              |
| 44065      | 44520                   | Grand-Auverné                | 770                              | 34,4          | 22               | Châteaubriant Moisdon-la-Rivière | Châteaubriant-Ancenis Châteaubriant              | Châteaubriant-Derval                      |
| 44066      | 44119                   | Grandchamps-des-Fontaines    | 6910                             | 33,87         | 204              | La Chapelle-sur-Erdre | Châteaubriant-Ancenis Nantes                     | Erdre et Gesvres                          |
| 44067      | 44290                   | Guémené-Penfao               | 5242                             | 105,51        | 50               | Guémené-Penfao | Châteaubriant-Ancenis Châteaubriant              | Redon Agglomération                       |
| 44068      | 44530                   | Guenrouet                    | 3577                             | 69,9          | 51               | Pontchâteau Saint-Gildas-des-Bois | Saint-Nazaire                                    | Pays de Pontchâteau Saint-Gildas-des-Bois |
| 44069      | 44350                   | Guérande                     | 16.684                           | 81,44         | 205              | Guérande | Saint-Nazaire                                    | Presqu’île de Guérande Atlantique         |
| 44071      | 44115                   | Haute-Goulaine               | 5992                             | 20,59         | 291              | Saint-Sébastien-sur-Loire Vertou-Vignoble | Nantes                                           | Clisson Sèvre et Maine Agglo              |
| 44072      | 44410                   | Herbignac                    | 7178                             | 71,43         | 100              | Guérande Herbignac | Saint-Nazaire                                    | Presqu’île de Guérande Atlantique         |
| 44073      | 44810                   | Héric                        | 6528                             | 73,93         | 88               | Nort-sur-Erdre | Châteaubriant-Ancenis Châteaubriant              | Erdre et Gesvres                          |
| 44074      | 44610                   | Indre                        | 4172                             | 4,72          | 884              | Saint-Herblain-1 Saint-Herblain-Ouest-Indre | Nantes                                           | Nantes Métropole                          |
| 44075      | 44520                   | Issé                         | 1825                             | 38,66         | 47               | Châteaubriant Moisdon-la-Rivière | Châteaubriant-Ancenis Châteaubriant              | Châteaubriant-Derval                      |
| 44076      | 44170                   | Jans                         | 1381                             | 33,21         | 42               | Guémené-Penfao Derval | Châteaubriant-Ancenis Châteaubriant              | Châteaubriant-Derval                      |
| 44077      | 44440                   | Joué-sur-Erdre               | 2753                             | 54,53         | 50               | Nort-sur-Erdre Riaillé | Châteaubriant-Ancenis Ancenis                    | Pays d’Ancenis                            |
| 44078      | 44670                   | Juigné-des-Moutiers          | 327                              | 24,65         | 13               | Châteaubriant Saint-Julien-de-Vouvantes | Châteaubriant-Ancenis Châteaubriant              | Châteaubriant-Derval                      |
| 44055      | 44500                   | La Baule-Escoublac           | 16.613                           | 22,19         | 749              | La Baule-Escoublac | Saint-Nazaire                                    | Presqu’île de Guérande Atlantique         |
| 44012      | 44760                   | La Bernerie-en-Retz          | 3523                             | 6,09          | 578              | Pornic Bourgneuf-en-Retz | Saint-Nazaire                                    | Pornic Agglo Pays de Retz                 |
| 44016      | 44430                   | La Boissière-du-Doré         | 1114                             | 9,41          | 118              | Vallet Le Loroux-Bottereau | Nantes                                           | Sèvre et Loire                            |
| 44030      | 44410                   | La Chapelle-des-Marais       | 4424                             | 18,05         | 245              | Guérande Herbignac | Saint-Nazaire                                    | Région Nazairienne et l’Estuaire          |
| 44031      | 44670                   | La Chapelle-Glain            | 811                              | 34,5          | 24               | Châteaubriant Saint-Julien-de-Vouvantes | Châteaubriant-Ancenis Châteaubriant              | Châteaubriant-Derval                      |
| 44032      | 44330                   | La Chapelle-Heulin           | 3443                             | 13,47         | 256              | Vallet | Nantes                                           | Sèvre et Loire                            |
| 44033      | 44260                   | La Chapelle-Launay           | 3246                             | 24,82         | 131              | Blain Savenay | Saint-Nazaire                                    | Estuaire et Sillon                        |
| 44035      | 44240                   | La Chapelle-sur-Erdre        | 20.483                           | 33,42         | 613              | La Chapelle-sur-Erdre | Nantes                                           | Nantes Métropole                          |
| 44221      | 44810                   | La Chevallerais              | 1559                             | 10,23         | 152              | Guémené-Penfao Nozay | Châteaubriant-Ancenis Châteaubriant              | Pays de Blain communauté                  |
| 44041      | 44118                   | La Chevrolière               | 6342                             | 32,56         | 195              | Saint-Philbert-de-Grand-Lieu | Nantes                                           | Grand Lieu Communauté                     |
| 44224      | 44170                   | La Grigonnais                | 1815                             | 21,22         | 86               | Guémené-Penfao Nozay | Châteaubriant-Ancenis Châteaubriant              | Nozay                                     |
| 44070      | 44690                   | La Haie-Fouassière           | 4734                             | 11,81         | 401              | Vertou Vertou-Vignoble | Nantes                                           | Clisson Sèvre et Maine Agglo              |
| 44083      | 44310                   | La Limouzinière              | 2468                             | 29,54         | 84               | Saint-Philbert-de-Grand-Lieu | Nantes                                           | Grand Lieu Communauté                     |
| 44090      | 44270                   | La Marne                     | 1578                             | 17,8          | 89               | Machecoul-Saint-Même Machecoul | Nantes                                           | Sud Retz Atlantique                       |
| 44095      | 44520                   | La Meilleraye-de-Bretagne    | 1587                             | 27,63         | 57               | Châteaubriant Moisdon-la-Rivière | Châteaubriant-Ancenis Châteaubriant              | Châteaubriant-Derval                      |
| 44101      | 44620                   | La Montagne                  | 6523                             | 3,64          | 1792             | Saint-Brevin-les-Pins Le Pellerin | Nantes                                           | Nantes Métropole                          |
| 44126      | 44770                   | La Plaine-sur-Mer            | 4617                             | 16,39         | 282              | Pornic | Saint-Nazaire                                    | Pornic Agglo Pays de Retz                 |
| 44127      | 44140                   | La Planche                   | 2802                             | 24,42         | 115              | Clisson Aigrefeuille-sur-Maine | Nantes                                           | Clisson Sèvre et Maine Agglo              |
| 44140      | 44330                   | La Regrippière               | 1559                             | 18,17         | 86               | Vallet | Nantes                                           | Sèvre et Loire                            |
| 44141      | 44430                   | La Remaudière                | 1288                             | 12,98         | 99               | Vallet Le Loroux-Bottereau | Nantes                                           | Sèvre et Loire                            |
| 44222      | 44522                   | La Roche-Blanche             | 1258                             | 14,82         | 85               | Ancenis-Saint-Géréon Ancenis | Châteaubriant-Ancenis Ancenis                    | Pays d’Ancenis                            |
| 44211      | 44420                   | La Turballe                  | 4862                             | 18,53         | 262              | Guérande | Saint-Nazaire                                    | Presqu’île de Guérande Atlantique         |
| 44080      | 44260                   | Lavau-sur-Loire              | 769                              | 16,22         | 47               | Blain Savenay | Saint-Nazaire                                    | Estuaire et Sillon                        |
| 44014      | 44140                   | Le Bignon                    | 3967                             | 27,54         | 144              | Saint-Philbert-de-Grand-Lieu Aigrefeuille-sur-Maine | Nantes                                           | Grand Lieu Communauté                     |
| 44028      | 44850                   | Le Cellier                   | 4011                             | 35,99         | 111              | Nort-sur-Erdre Ligné | Châteaubriant-Ancenis Ancenis                    | Pays d’Ancenis                            |
| 44049      | 44490                   | Le Croisic                   | 4081                             | 4,5           | 907              | La Baule-Escoublac Le Croisic | Saint-Nazaire                                    | Presqu’île de Guérande Atlantique         |
| 44062      | 44130                   | Le Gâvre                     | 1880                             | 53,58         | 35               | Blain | Châteaubriant-Ancenis Châteaubriant              | Pays de Blain communauté                  |
| 44079      | 44430                   | Le Landreau                  | 3214                             | 23,98         | 134              | Vallet Le Loroux-Bottereau | Nantes                                           | Sèvre et Loire                            |
| 44084      | 44430                   | Le Loroux-Bottereau          | 8595                             | 45,31         | 190              | Vallet Le Loroux-Bottereau | Nantes                                           | Sèvre et Loire                            |
| 44117      | 44330                   | Le Pallet                    | 3374                             | 11,75         | 287              | Vallet | Nantes                                           | Sèvre et Loire                            |
| 44120      | 44640                   | Le Pellerin                  | 5335                             | 30,65         | 174              | Saint-Brevin-les-Pins Le Pellerin | Nantes                                           | Nantes Métropole                          |
| 44124      | 44540                   | Le Pin                       | 829                              | 24,95         | 33               | Ancenis-Saint-Géréon Saint-Mars-la-Jaille | Châteaubriant-Ancenis Ancenis                    | Pays d’Ancenis                            |
| 44135      | 44510                   | Le Pouliguen                 | 4007                             | 4,39          | 913              | La Baule-Escoublac Le Croisic | Saint-Nazaire                                    | Presqu’île de Guérande Atlantique         |
| 44203      | 44360                   | Le Temple-de-Bretagne        | 2005                             | 1,6           | 1253             | Blain Saint-Étienne-de-Montluc | Nantes                                           | Estuaire et Sillon                        |
| 44081      | 44650                   | Legé                         | 4769                             | 63,32         | 75               | Saint-Philbert-de-Grand-Lieu Legé | Nantes                                           | Sud Retz Atlantique                       |
| 44106      | 44580                   | Les Moutiers-en-Retz         | 1846                             | 9,58          | 193              | Pornic Bourgneuf-en-Retz | Saint-Nazaire                                    | Pornic Agglo Pays de Retz                 |
| 44198      | 44840                   | Les Sorinières               | 9163                             | 13,02         | 704              | Vertou | Nantes                                           | Nantes Métropole                          |
| 44205      | 44390                   | Les Touches                  | 2619                             | 35,15         | 75               | Nort-sur-Erdre | Châteaubriant-Ancenis Châteaubriant              | Erdre et Gesvres                          |
| 44082      | 44850                   | Ligné                        | 5593                             | 45,41         | 123              | Nort-sur-Erdre Ligné | Châteaubriant-Ancenis Ancenis                    | Pays d’Ancenis                            |
| 44213      | 44370                   | Loireauxence                 | 7509                             | 118,28        | 63               | Ancenis-Saint-Géréon Varades | Châteaubriant-Ancenis Ancenis                    | Pays d’Ancenis                            |
| 44085      | 44110                   | Louisfert                    | 949                              | 18,16         | 52               | Châteaubriant Moisdon-la-Rivière | Châteaubriant-Ancenis Châteaubriant              | Châteaubriant-Derval                      |
| 44086      | 44590                   | Lusanger                     | 1064                             | 35,38         | 30               | Guémené-Penfao Derval | Châteaubriant-Ancenis Châteaubriant              | Châteaubriant-Derval                      |
| 44087      | 44270                   | Machecoul-Saint-Même         | 7665                             | 84,89         | 90               | Machecoul-Saint-Même | Nantes                                           | Sud Retz Atlantique                       |
| 44088      | 44690                   | Maisdon-sur-Sèvre            | 3071                             | 17,45         | 176              | Clisson Aigrefeuille-sur-Maine | Nantes                                           | Clisson Sèvre et Maine Agglo              |
| 44089      | 44260                   | Malville                     | 3689                             | 31,24         | 118              | Blain Savenay | Saint-Nazaire                                    | Estuaire et Sillon                        |
| 44091      | 44170                   | Marsac-sur-Don               | 1529                             | 27,68         | 55               | Guémené-Penfao | Châteaubriant-Ancenis Châteaubriant              | Châteaubriant-Derval                      |
| 44092      | 44290                   | Massérac                     | 670                              | 18,78         | 36               | Guémené-Penfao | Châteaubriant-Ancenis Châteaubriant              | Redon Agglomération                       |
| 44094      | 44470                   | Mauves-sur-Loire             | 3393                             | 14,75         | 230              | Carquefou | Nantes                                           | Nantes Métropole                          |
| 44096      | 44522                   | Mésanger                     | 4681                             | 49,75         | 94               | Ancenis-Saint-Géréon Ancenis | Châteaubriant-Ancenis Ancenis                    | Pays d’Ancenis                            |
| 44097      | 44420                   | Mesquer                      | 2156                             | 16,72         | 129              | Guérande | Saint-Nazaire                                    | Presqu’île de Guérande Atlantique         |
| 44098      | 44780                   | Missillac                    | 5619                             | 59,55         | 94               | Pontchâteau Saint-Gildas-des-Bois | Saint-Nazaire                                    | Pays de Pontchâteau Saint-Gildas-des-Bois |
| 44099      | 44520                   | Moisdon-la-Rivière           | 1964                             | 50,43         | 39               | Châteaubriant Moisdon-la-Rivière | Châteaubriant-Ancenis Châteaubriant              | Châteaubriant-Derval                      |
| 44100      | 44690                   | Monnières                    | 2341                             | 9,78          | 239              | Clisson | Nantes                                           | Clisson Sèvre et Maine Agglo              |
| 44102      | 44140                   | Montbert                     | 3346                             | 28,24         | 118              | Saint-Philbert-de-Grand-Lieu Aigrefeuille-sur-Maine | Nantes                                           | Grand Lieu Communauté                     |
| 44103      | 44550                   | Montoir-de-Bretagne          | 7289                             | 36,79         | 198              | Saint-Nazaire-2 Montoir-de-Bretagne | Saint-Nazaire                                    | Région Nazairienne et l’Estuaire          |
| 44104      | 44370                   | Montrelais                   | 843                              | 13,73         | 61               | Ancenis-Saint-Géréon Varades | Châteaubriant-Ancenis Ancenis                    | Pays d’Ancenis                            |
| 44105      | 44590                   | Mouais                       | 356                              | 9,93          | 36               | Guémené-Penfao Derval | Châteaubriant-Ancenis Châteaubriant              | Châteaubriant-Derval                      |
| 44107      | 44850                   | Mouzeil                      | 2004                             | 18,87         | 106              | Nort-sur-Erdre Ligné | Châteaubriant-Ancenis Ancenis                    | Pays d’Ancenis                            |
| 44108      | 44330                   | Mouzillon                    | 2903                             | 16,5          | 176              | Vallet | Nantes                                           | Sèvre et Loire                            |
| 44109      | 44000 44100 44200 44300 | Nantes                       | 325.070                          | 65,19         | 4987             | Nantes-1 Nantes-2 Nantes-3 Nantes-4 Nantes-5 Nantes-6 Nantes-7 Nantes-1 Nantes-2 Nantes-3 Nantes-4 Nantes-5 Nantes-6 Nantes-7 Nantes-8 Nantes-9 Nantes-10 Nantes-11 | Nantes                                           | Nantes Métropole                          |
| 44110      | 44390                   | Nort-sur-Erdre               | 9448                             | 66,56         | 142              | Nort-sur-Erdre | Châteaubriant-Ancenis Châteaubriant              | Erdre et Gesvres                          |
| 44111      | 44130                   | Notre-Dame-des-Landes        | 2335                             | 37,4          | 62               | Nort-sur-Erdre Blain | Châteaubriant-Ancenis Châteaubriant              | Erdre et Gesvres                          |
| 44112      | 44110                   | Noyal-sur-Brutz              | 579                              | 7,71          | 75               | Châteaubriant Rougé | Châteaubriant-Ancenis Châteaubriant              | Châteaubriant-Derval                      |
| 44113      | 44170                   | Nozay                        | 4280                             | 57,7          | 74               | Guémené-Penfao Nozay | Châteaubriant-Ancenis Châteaubriant              | Nozay                                     |
| 44114      | 44700                   | Orvault                      | 28.341                           | 27,67         | 1024             | Saint-Herblain-2 Orvault | Nantes                                           | Nantes Métropole                          |
| 44115      | 44521                   | Oudon                        | 3915                             | 22,12         | 177              | Ancenis-Saint-Géréon Ancenis | Châteaubriant-Ancenis Ancenis                    | Pays d’Ancenis                            |
| 44116      | 44560                   | Paimbœuf                     | 3030                             | 2             | 1515             | Saint-Brevin-les-Pins Paimbœuf | Saint-Nazaire                                    | Sud Estuaire                              |
| 44118      | 44440                   | Pannecé                      | 1454                             | 30,59         | 48               | Ancenis-Saint-Géréon Riaillé | Châteaubriant-Ancenis Ancenis                    | Pays d’Ancenis                            |
| 44119      | 44270                   | Paulx                        | 2042                             | 35,92         | 57               | Machecoul-Saint-Même Machecoul | Nantes                                           | Sud Retz Atlantique                       |
| 44121      | 44670                   | Petit-Auverné                | 437                              | 22,53         | 19               | Châteaubriant Saint-Julien-de-Vouvantes | Châteaubriant-Ancenis Châteaubriant              | Châteaubriant-Derval                      |
| 44122      | 44390                   | Petit-Mars                   | 3865                             | 25,97         | 149              | Nort-sur-Erdre | Châteaubriant-Ancenis Châteaubriant              | Erdre et Gesvres                          |
| 44123      | 44290                   | Pierric                      | 1011                             | 27,3          | 37               | Guémené-Penfao | Châteaubriant-Ancenis Châteaubriant              | Redon Agglomération                       |
| 44125      | 44420                   | Piriac-sur-Mer               | 2663                             | 12,37         | 215              | Guérande | Saint-Nazaire                                    | Presqu’île de Guérande Atlantique         |
| 44128      | 44630                   | Plessé                       | 5281                             | 104,38        | 51               | Pontchâteau Saint-Nicolas-de-Redon | Châteaubriant-Ancenis Châteaubriant              | Redon Agglomération                       |
| 44129      | 44160                   | Pontchâteau                  | 11.249                           | 55,79         | 202              | Pontchâteau | Saint-Nazaire                                    | Pays de Pontchâteau Saint-Gildas-des-Bois |
| 44130      | 44860                   | Pont-Saint-Martin            | 6942                             | 21,88         | 317              | Saint-Philbert-de-Grand-Lieu Bouaye | Nantes                                           | Grand Lieu Communauté                     |
| 44131      | 44210                   | Pornic                       | 18.382                           | 94,18         | 195              | Pornic | Saint-Nazaire                                    | Pornic Agglo Pays de Retz                 |
| 44132      | 44380                   | Pornichet                    | 12.530                           | 12,67         | 989              | La Baule-Escoublac | Saint-Nazaire                                    | Région Nazairienne et l’Estuaire          |
| 44133      | 44710                   | Port-Saint-Père              | 3046                             | 32,57         | 94               | Machecoul-Saint-Même Le Pellerin | Nantes                                           | Pornic Agglo Pays de Retz                 |
| 44134      | 44522                   | Pouillé-les-Côteaux          | 1050                             | 11,72         | 90               | Ancenis-Saint-Géréon Ancenis | Châteaubriant-Ancenis Ancenis                    | Pays d’Ancenis                            |
| 44136      | 44770                   | Préfailles                   | 1246                             | 4,88          | 255              | Pornic | Saint-Nazaire                                    | Pornic Agglo Pays de Retz                 |
| 44137      | 44260                   | Prinquiau                    | 3557                             | 22,82         | 156              | Blain Savenay | Saint-Nazaire                                    | Estuaire et Sillon                        |
| 44138      | 44390                   | Puceul                       | 1124                             | 20,09         | 56               | Guémené-Penfao Nozay | Châteaubriant-Ancenis Châteaubriant              | Nozay                                     |
| 44139      | 44750                   | Quilly                       | 1541                             | 17,67         | 87               | Blain Savenay | Saint-Nazaire                                    | Estuaire et Sillon                        |
| 44142      | 44140                   | Remouillé                    | 1932                             | 21,38         | 90               | Clisson Aigrefeuille-sur-Maine | Nantes                                           | Clisson Sèvre et Maine Agglo              |
| 44143      | 44400                   | Rezé                         | 43.349                           | 13,78         | 3146             | Rezé-1 Rezé-2 Bouaye Rezé | Nantes                                           | Nantes Métropole                          |
| 44144      | 44440                   | Riaillé                      | 2358                             | 50,02         | 47               | Nort-sur-Erdre Riaillé | Châteaubriant-Ancenis Ancenis                    | Pays d’Ancenis                            |
| 44145      | 44640                   | Rouans                       | 3272                             | 37,73         | 87               | Machecoul-Saint-Même Le Pellerin | Nantes                                           | Pornic Agglo Pays de Retz                 |
| 44146      | 44660                   | Rougé                        | 2152                             | 56,32         | 38               | Châteaubriant Rougé | Châteaubriant-Ancenis Châteaubriant              | Châteaubriant-Derval                      |
| 44148      | 44660                   | Ruffigné                     | 705                              | 33,63         | 21               | Châteaubriant | Châteaubriant-Ancenis Châteaubriant              | Châteaubriant-Derval                      |
| 44149      | 44390                   | Saffré                       | 4075                             | 57,46         | 71               | Guémené-Penfao Nozay | Châteaubriant-Ancenis Châteaubriant              | Nozay                                     |
| 44150      | 44860                   | Saint-Aignan-Grandlieu       | 3991                             | 17,94         | 222              | Rezé-1 Bouaye | Nantes                                           | Nantes Métropole                          |
| 44151      | 44117                   | Saint-André-des-Eaux         | 6949                             | 24,71         | 281              | La Baule-Escoublac Guérande | Saint-Nazaire                                    | Région Nazairienne et l’Estuaire          |
| 44153      | 44110                   | Saint-Aubin-des-Châteaux     | 1749                             | 47,56         | 37               | Châteaubriant | Châteaubriant-Ancenis Châteaubriant              | Châteaubriant-Derval                      |
| 44154      | 44250                   | Saint-Brevin-les-Pins        | 14.645                           | 19,29         | 759              | Saint-Brevin-les-Pins Paimbœuf | Saint-Nazaire                                    | Sud Estuaire                              |
| 44155      | 44310                   | Saint-Colomban               | 3499                             | 35,72         | 98               | Saint-Philbert-de-Grand-Lieu | Nantes                                           | Grand Lieu Communauté                     |
| 44152      | 44160                   | Sainte-Anne-sur-Brivet       | 3014                             | 25,99         | 116              | Pontchâteau | Saint-Nazaire                                    | Pays de Pontchâteau Saint-Gildas-des-Bois |
| 44172      | 44980                   | Sainte-Luce-sur-Loire        | 16.227                           | 11,45         | 1417             | Carquefou | Nantes                                           | Nantes Métropole                          |
| 44186      | 44680                   | Sainte-Pazanne               | 7209                             | 41,56         | 173              | Machecoul-Saint-Même Le Pellerin | Nantes                                           | Pornic Agglo Pays de Retz                 |
| 44189      | 44160                   | Sainte-Reine-de-Bretagne     | 2447                             | 19,73         | 124              | Pontchâteau | Saint-Nazaire                                    | Pays de Pontchâteau Saint-Gildas-des-Bois |
| 44157      | 44270                   | Saint-Étienne-de-Mer-Morte   | 1764                             | 27,33         | 65               | Machecoul-Saint-Même Machecoul | Nantes                                           | Sud Retz Atlantique                       |
| 44158      | 44360                   | Saint-Étienne-de-Montluc     | 7739                             | 57,57         | 134              | Blain Saint-Étienne-de-Montluc | Nantes                                           | Estuaire et Sillon                        |
| 44159      | 44690                   | Saint-Fiacre-sur-Maine       | 1246                             | 5,97          | 209              | Vertou Vertou-Vignoble | Nantes                                           | Clisson Sèvre et Maine Agglo              |
| 44161      | 44530                   | Saint-Gildas-des-Bois        | 3790                             | 33,42         | 113              | Pontchâteau Saint-Gildas-des-Bois | Saint-Nazaire                                    | Pays de Pontchâteau Saint-Gildas-des-Bois |
| 44162      | 44800                   | Saint-Herblain               | 50.561                           | 30,02         | 1684             | Saint-Herblain-1 Saint-Herblain-2 Saint-Herblain-Est Saint-Herblain-Ouest-Indre                                                                                     | Nantes                                           | Nantes Métropole                          |
| 44164      | 44680                   | Saint-Hilaire-de-Chaléons    | 2376                             | 34,98         | 68               | Machecoul-Saint-Même Bourgneuf-en-Retz | Saint-Nazaire                                    | Pornic Agglo Pays de Retz                 |
| 44165      | 44190                   | Saint-Hilaire-de-Clisson     | 2405                             | 18,43         | 130              | Clisson | Nantes                                           | Clisson Sèvre et Maine Agglo              |
| 44166      | 44640                   | Saint-Jean-de-Boiseau        | 6024                             | 11,4          | 528              | Saint-Brevin-les-Pins Le Pellerin | Nantes                                           | Nantes Métropole                          |
| 44168      | 44720                   | Saint-Joachim                | 4125                             | 86,22         | 48               | Guérande Pontchâteau | Saint-Nazaire                                    | Région Nazairienne et l’Estuaire          |
| 44169      | 44450                   | Saint-Julien-de-Concelles    | 7768                             | 31,74         | 245              | Vallet Le Loroux-Bottereau | Nantes                                           | Sèvre et Loire                            |
| 44170      | 44670                   | Saint-Julien-de-Vouvantes    | 963                              | 25,6          | 38               | Châteaubriant Saint-Julien-de-Vouvantes | Châteaubriant-Ancenis Châteaubriant              | Châteaubriant-Derval                      |
| 44171      | 44710                   | Saint-Léger-les-Vignes       | 2114                             | 6,49          | 326              | Rezé-1 Bouaye | Nantes                                           | Nantes Métropole                          |
| 44173      | 44190                   | Saint-Lumine-de-Clisson      | 2118                             | 18,26         | 116              | Clisson | Nantes                                           | Clisson Sèvre et Maine Agglo              |
| 44174      | 44310                   | Saint-Lumine-de-Coutais      | 2390                             | 17,64         | 135              | Saint-Philbert-de-Grand-Lieu | Nantes                                           | Grand Lieu Communauté                     |
| 44175      | 44410                   | Saint-Lyphard                | 5246                             | 24,63         | 213              | Guérande Herbignac | Saint-Nazaire                                    | Presqu’île de Guérande Atlantique         |
| 44176      | 44550                   | Saint-Malo-de-Guersac        | 3221                             | 14,62         | 220              | Saint-Nazaire-2 Montoir-de-Bretagne | Saint-Nazaire                                    | Région Nazairienne et l’Estuaire          |
| 44178      | 44680                   | Saint-Mars-de-Coutais        | 2644                             | 34,67         | 76               | Machecoul-Saint-Même Machecoul | Nantes                                           | Sud Retz Atlantique                       |
| 44179      | 44850                   | Saint-Mars-du-Désert         | 5435                             | 30,46         | 178              | Nort-sur-Erdre | Châteaubriant-Ancenis Châteaubriant              | Erdre et Gesvres                          |
| 44182      | 44730                   | Saint-Michel-Chef-Chef       | 5520                             | 25,12         | 220              | Pornic | Saint-Nazaire                                    | Pornic Agglo Pays de Retz                 |
| 44183      | 44350                   | Saint-Molf                   | 2859                             | 22,82         | 125              | Guérande | Saint-Nazaire                                    | Presqu’île de Guérande Atlantique         |
| 44184      | 44600                   | Saint-Nazaire                | 73.111                           | 46,79         | 1563             | Saint-Nazaire-1 Saint-Nazaire-2 Saint-Nazaire-Centre Saint-Nazaire-Est Saint-Nazaire-Ouest                                                                          | Saint-Nazaire                                    | Région Nazairienne et l’Estuaire          |
| 44185      | 44460                   | Saint-Nicolas-de-Redon       | 3304                             | 22,32         | 148              | Pontchâteau Saint-Nicolas-de-Redon | Châteaubriant-Ancenis Châteaubriant              | Redon Agglomération                       |
| 44187      | 44320                   | Saint-Père-en-Retz           | 4701                             | 62,72         | 75               | Saint-Brevin-les-Pins Saint-Père-en-Retz | Saint-Nazaire                                    | Sud Estuaire                              |
| 44188      | 44310                   | Saint-Philbert-de-Grand-Lieu | 9392                             | 58,81         | 160              | Saint-Philbert-de-Grand-Lieu | Nantes                                           | Grand Lieu Communauté                     |
| 44190      | 44230                   | Saint-Sébastien-sur-Loire    | 28.373                           | 11,66         | 2433             | Saint-Sébastien-sur-Loire Nantes-10 | Nantes                                           | Nantes Métropole                          |
| 44192      | 44320                   | Saint-Viaud                  | 2846                             | 32,63         | 87               | Saint-Brevin-les-Pins Saint-Père-en-Retz | Saint-Nazaire                                    | Sud Estuaire                              |
| 44193      | 44590                   | Saint-Vincent-des-Landes     | 1527                             | 33,7          | 45               | Guémené-Penfao Derval | Châteaubriant-Ancenis Châteaubriant              | Châteaubriant-Derval                      |
| 44194      | 44880                   | Sautron                      | 8534                             | 17,28         | 494              | Saint-Herblain-1 Orvault | Nantes                                           | Nantes Métropole                          |
| 44195      | 44260                   | Savenay                      | 9465                             | 26            | 364              | Blain Savenay | Saint-Nazaire                                    | Estuaire et Sillon                        |
| 44196      | 44530                   | Sévérac                      | 1693                             | 22,41         | 76               | Pontchâteau Saint-Gildas-des-Bois | Saint-Nazaire                                    | Pays de Pontchâteau Saint-Gildas-des-Bois |
| 44197      | 44590                   | Sion-les-Mines               | 1658                             | 54,71         | 30               | Guémené-Penfao Derval | Châteaubriant-Ancenis Châteaubriant              | Châteaubriant-Derval                      |
| 44199      | 44110                   | Soudan                       | 1965                             | 53,82         | 37               | Châteaubriant | Châteaubriant-Ancenis Châteaubriant              | Châteaubriant-Derval                      |
| 44200      | 44660                   | Soulvache                    | 339                              | 11,27         | 30               | Châteaubriant Rougé | Châteaubriant-Ancenis Châteaubriant              | Châteaubriant-Derval                      |
| 44201      | 44240                   | Sucé-sur-Erdre               | 7457                             | 41,33         | 180              | La Chapelle-sur-Erdre | Châteaubriant-Ancenis Nantes                     | Erdre et Gesvres                          |
| 44202      | 44440                   | Teillé                       | 1820                             | 28,55         | 64               | Nort-sur-Erdre Riaillé | Châteaubriant-Ancenis Ancenis                    | Pays d’Ancenis                            |
| 44204      | 44470                   | Thouaré-sur-Loire            | 10.956                           | 12,76         | 859              | Carquefou | Nantes                                           | Nantes Métropole                          |
| 44206      | 44650                   | Touvois                      | 1936                             | 39,21         | 49               | Saint-Philbert-de-Grand-Lieu Legé | Nantes                                           | Sud Retz Atlantique                       |
| 44207      | 44440                   | Trans-sur-Erdre              | 1124                             | 22,56         | 50               | Nort-sur-Erdre Riaillé | Châteaubriant-Ancenis Ancenis                    | Pays d’Ancenis                            |
| 44208      | 44170                   | Treffieux                    | 976                              | 19,12         | 51               | Guémené-Penfao Nozay | Châteaubriant-Ancenis Châteaubriant              | Nozay                                     |
| 44209      | 44119                   | Treillières                  | 10.414                           | 29,05         | 358              | La Chapelle-sur-Erdre | Châteaubriant-Ancenis Nantes                     | Erdre et Gesvres                          |
| 44210      | 44570                   | Trignac                      | 8234                             | 14,38         | 573              | Saint-Nazaire-2 Montoir-de-Bretagne | Saint-Nazaire                                    | Région Nazairienne et l’Estuaire          |
| 44163      | 44152                   | Vair-sur-Loire               | 4890                             | 51,73         | 95               | Ancenis-Saint-Géréon Ancenis | Châteaubriant-Ancenis Ancenis                    | Pays d’Ancenis                            |
| 44212      | 44330                   | Vallet                       | 9524                             | 58,96         | 162              | Vallet | Nantes                                           | Sèvre et Loire                            |
| 44180      | 44540                   | Vallons-de-l’Erdre           | 6625                             | 189,21        | 35               | Ancenis-Saint-Géréon Saint-Mars-la-Jaille | Châteaubriant-Ancenis Ancenis                    | Pays d’Ancenis                            |
| 44214      | 44170                   | Vay                          | 2084                             | 36,13         | 58               | Guémené-Penfao Nozay | Châteaubriant-Ancenis Châteaubriant              | Nozay                                     |
| 44215      | 44120                   | Vertou                       | 26.048                           | 35,68         | 730              | Vertou | Nantes                                           | Nantes Métropole                          |
| 44216      | 44116                   | Vieillevigne                 | 4110                             | 51,76         | 79               | Clisson Aigrefeuille-sur-Maine | Nantes                                           | Clisson Sèvre et Maine Agglo              |
| 44217      | 44360                   | Vigneux-de-Bretagne          | 6633                             | 54,68         | 121              | La Chapelle-sur-Erdre Saint-Étienne-de-Montluc | Châteaubriant-Ancenis Nantes                     | Erdre et Gesvres                          |
| 44021      | 44580                   | Villeneuve-en-Retz           | 5004                             | 73,68         | 68               | Machecoul-Saint-Même Bourgneuf-en-Retz | Saint-Nazaire                                    | Pornic Agglo Pays de Retz                 |
| 44218      | 44110                   | Villepot                     | 687                              | 20,59         | 33               | Châteaubriant Rougé | Châteaubriant-Ancenis Châteaubriant              | Châteaubriant-Derval                      |
| 44220      | 44640                   | Vue                          | 1716                             | 19,51         | 88               | Machecoul-Saint-Même Le Pellerin | Nantes                                           | Pornic Agglo Pays de Retz                 |

## Veränderungen im Gemeindebestand seit der landesweiten Neuordnung der Kantone

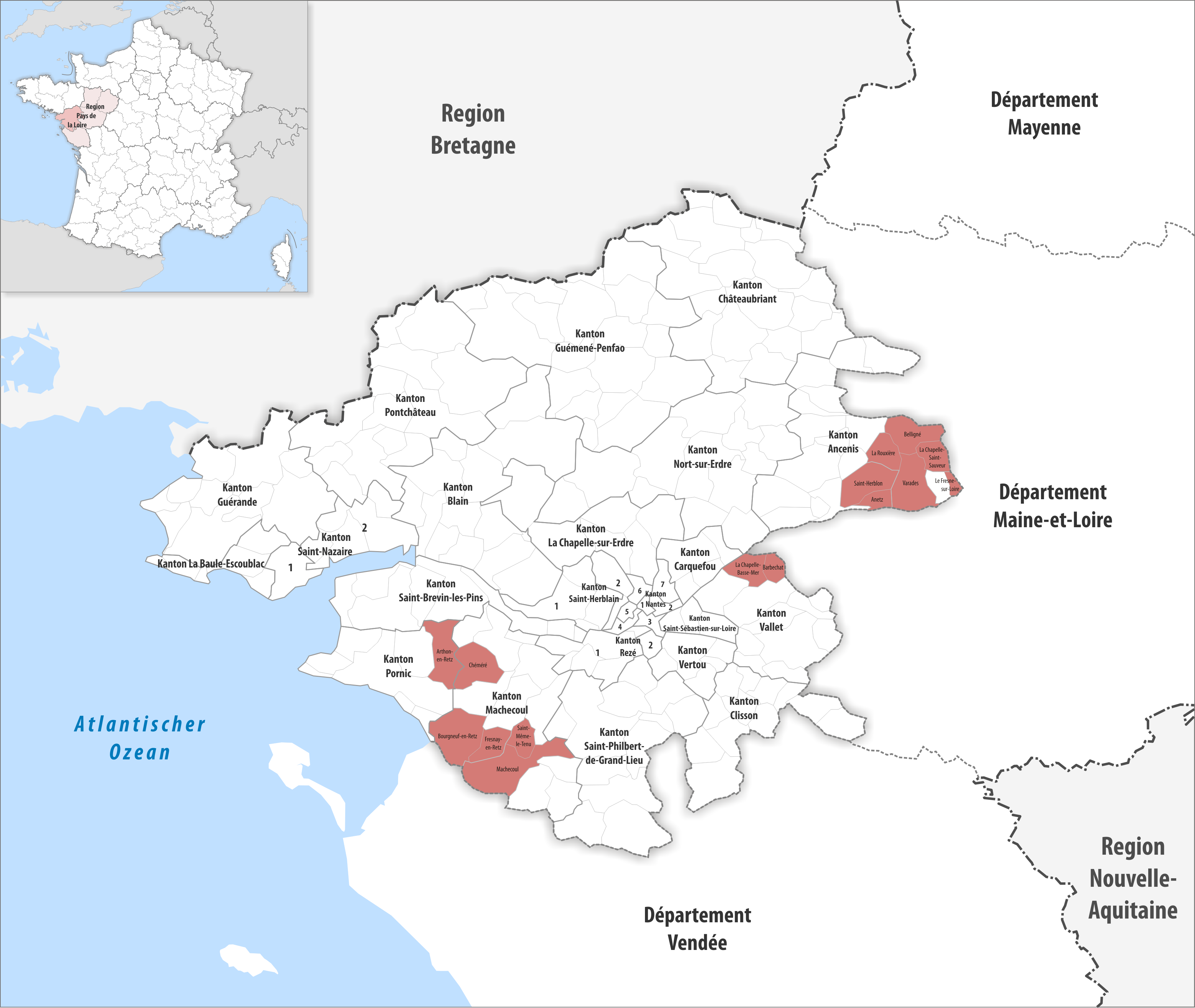
Gemeinden bis 2015
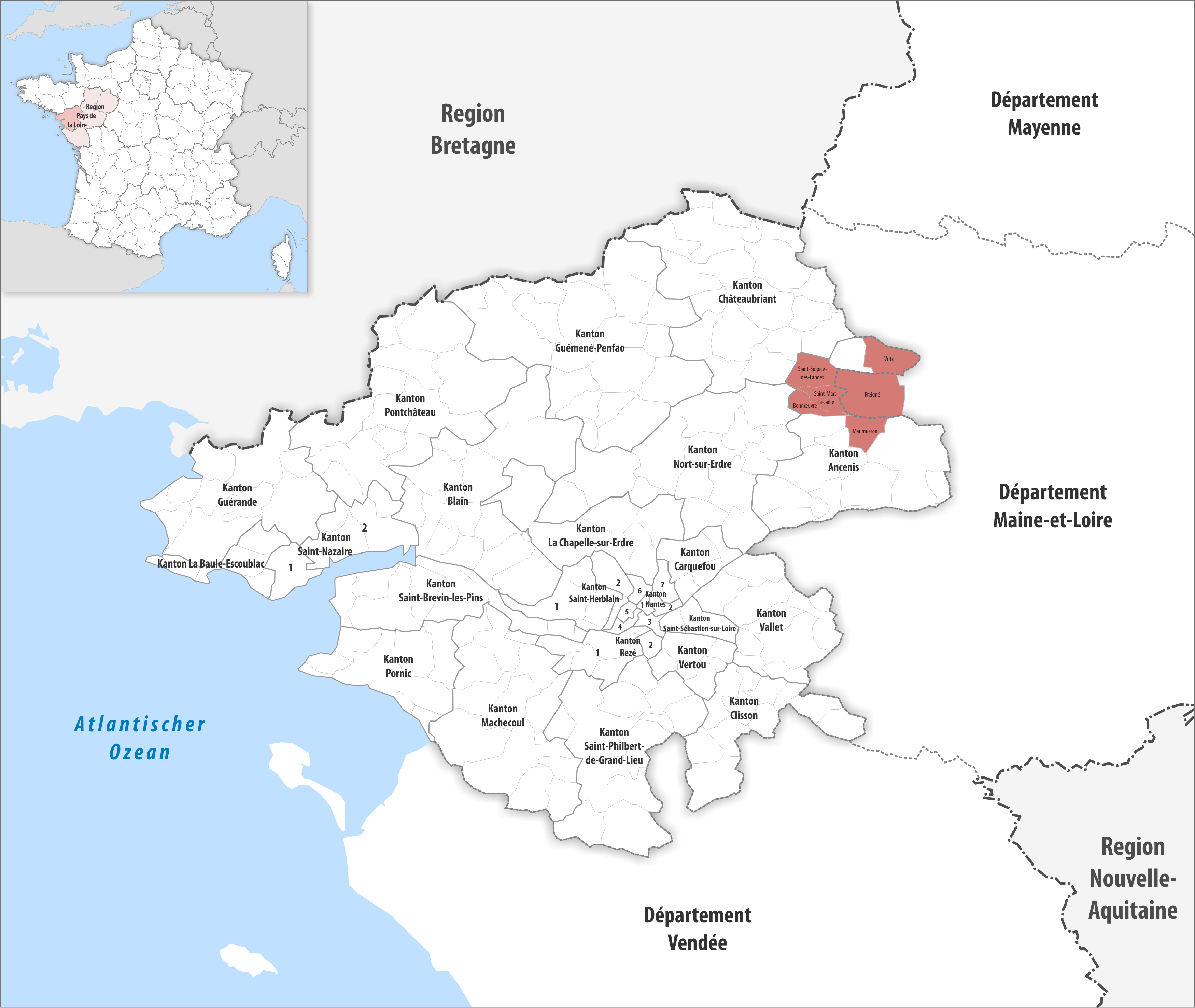
Gemeinden bis 2017
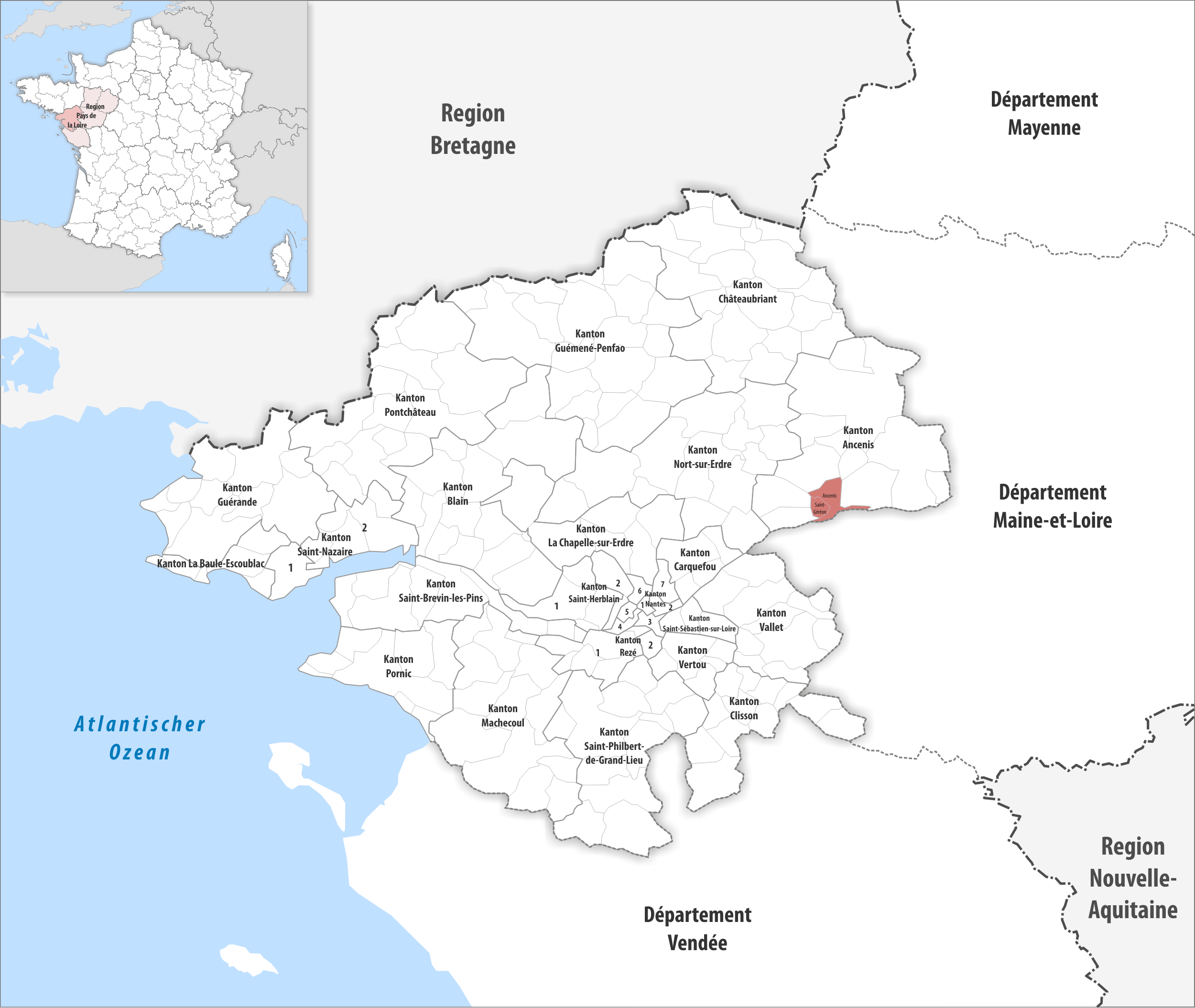
Gemeinden bis 2018

2019:
- Fusion Ancenis und Saint-Géréon → Ancenis-Saint-Géréon

2018:
- Fusion Bonnœuvre, Freigné (Département Maine-et-Loire), Maumusson, Saint-Mars-la-Jaille, Saint-Sulpice-des-Landes und Vritz → Vallons-de-l’Erdre

2016:
- Fusion Arthon-en-Retz und Chéméré → Chaumes-en-Retz
- Fusion Barbechat und La Chapelle-Basse-Mer → Divatte-sur-Loire
- Fusion Le Fresne-sur-Loire und Ingrandes (Département Maine-et-Loire) → Ingrandes-Le Fresne sur Loire (Département Maine-et-Loire)
- Fusion Belligné, La Chapelle-Saint-Sauveur, La Rouxière und Varades → Loireauxence
- Fusion Machecoul und Saint-Même-le-Tenu → Machecoul-Saint-Même
- Fusion Anetz und Saint-Herblon → Vair-sur-Loire
- Fusion Bourgneuf-en-Retz und Fresnay-en-Retz → Villeneuve-en-Retz